# Albacete Balompié

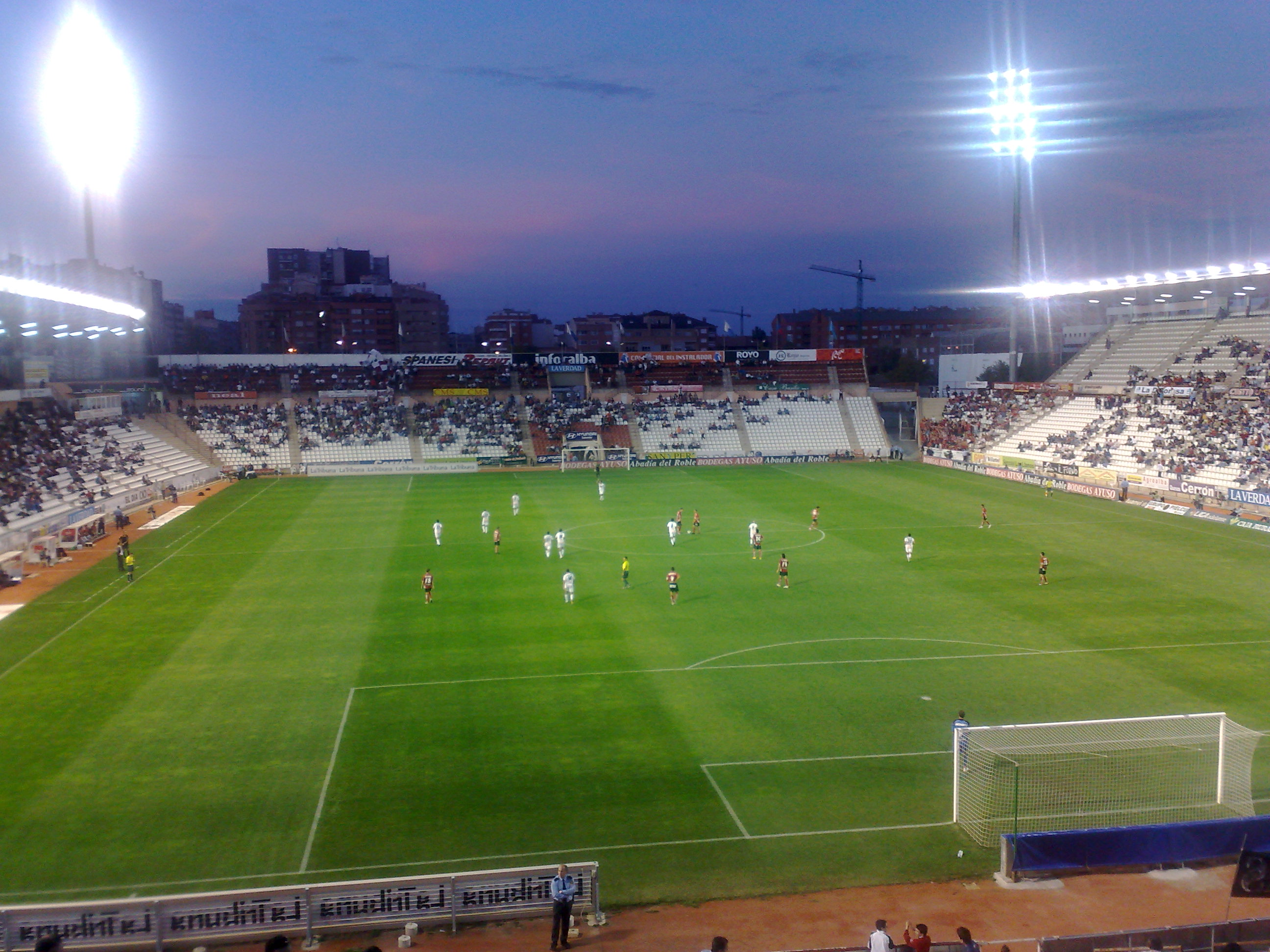
Estadio Carlos Belmonte v roce 2009

Albacete Balompié (celým názvem Albacete Balompié S.A.D.) je španělský fotbalový klub z města Albacete ze stejnojmenné provincie. Založen byl roku 1940. Domácí zápasy hraje na stadionu Estadio Carlos Belmonte s kapacitou 17 500 míst.
Klubové barvy jsou černá a bílá, v klubovém emblému je silueta netopýra.
V současnosti hraje v Segunda División (druhá španělská liga).

## Úspěchy
- 1× vítěz Segunda División (1990/91)[1]

## Česká stopa
- Tomáš Vaclík (od února 2024)